# 大连市第十二中学
大连市第十二中学简称大连十二中，建校于1954年，是大连市教育局直属的一所省级示范高中。
学校位于大连市人民广场南山下，长春路与胜利路交汇处。周边有原大连人民体育场、沃尔玛购物中心、长春路百盛购物中心、影城等商业设施和医院、水仙小学、五四路小学、大连市图书馆、白云山等。
现任校长为徐庆捷。